# Malmgreniella panamensis
Malmgreniella panamensis är en ringmaskart som beskrevs av Pettibone 1993. Malmgreniella panamensis ingår i släktet Malmgreniella och familjen Polynoidae. Inga underarter finns listade i Catalogue of Life.